# Aérodrome de Beyla
L'aérodrome de Beyla est un aéroport desservant la ville de Beyla dans la région de Nzérékoré en Guinée.

## Situation
| \| 50 km1:11 257 000 \| Conakry Kamsar Boké Fria Labé Faranah Kankan Siguiri Kissidougou Macenta Kérouané - Gbenko N'Zérékoré |
| 50 km1:11 257 000 |